# Steve Sem-Sandberg
Steve Sem-Sandberg (Oslo, 1958. augusztus 16. –) svéd újságíró, regényíró, szakíró és műfordító. Irodalmi debütálása 1976-ban történt a Sländornas värld és a Sökare i dödsskuggan című két sci-fi regényével. 2005-ben elnyerte a Dobloug-díjat szépirodalmi művekért.
A De fattiga i Łódź (Azok a szegény łódźiak) című 2009-es regényét August-díjjal tüntették ki. A mű a lódzi gettó és vezetője, Chaim Rumkowski életét meséli el a nácik által megszállt Lengyelországban a második világháború alatt.
Daphne Merkin a The New York Timesban azt írta, hogy sikerült „frissen átélt, teljesen magával ragadó regényt írnia a holokausztról”, ami annál is nehezebb feladat, mivel Rumkowski személyében egy ismert történelmi személyiségről írt. Azáltal, hogy az intim nézeteket és az átfogó történetet ötvözi, olyan hatást kelt, amely „egyszerre szuperrealista és szürrealista, mint egy animációs dokumentumfilm”.

## Díjak és kitüntetések
- 1996 Aftonbladet(wd) irodalmi díj[5]
- 2005 Dobloug Prize(wd)[6]
- 2007 Premiul Marin Sorescu (a díj első nyertese)
- 2008 Karl Vennbergs pris
- 2009 August Prize
- 2010 Kerstin M Lundberg-priset
- 2013 Jan Michalski Prize for Literature, szűkített lista, The Emperor of Lies[7][8]
- 2014 Bonnier(wd) Ösztöndíjalap íróknak
- 2016 Prix Médicis etranger, győztes, Les élus[9]
- 2016 Gerard Bonniers pris, Swedish Academy(wd)
- 2018 Natur & Kultur(wd) 2018-as különdíja jó irodalmi teljesítményekért
- 2020 Eyvind Johnsonpriset (W. A novel)
- 2021 Delblancpriset
- 2024 Selma Lagerlöf Prize(wd)

## Könyvei
- 1976 – Sländornas värld, regény
- 1976 – Sökare i dödsskuggan, regény
- 1977 – Menageriet, regény
- 1978 – Carina: en kärleksregény, regény
- 1979 – Glasets färger, regény
- 1987 – De ansiktslösa, regény
- 1990 – I en annan del av staden, esszék
- 1991 – Den kluvna spegeln, riport
- 1993 – En lektion i pardans, regény
- 1996 – Theres, regény
- 1999 – Allt förgängligt är bara en bild, regény
- 2002 – Prag (no exit), esszék
- 2003 – Ravensbrück, regény
- 2003 – Stjärnfall: om sf, esszék Lars Jakobsonnal(wd) és Ola Larsmoval(wd)
- 2005 – Härifrån till Allmänningen, regény
- 2009 – De fattiga i Łódź, regény
- 2011 – Tre romaner, (Theres, Allt förgängligt... és Ravensbrück)
- 2014 – De utvalda, regény
- 2016 – Stormen, egy történet
- 2019 – W., regény [10]
- 2020 – Jägarna i Armentières, novellák
- 2022 – Oceanen, regény[11]

### Magyarul megjelent
- Azok a szegény łódźiak (De fattiga i Łódź) – Magvető, Budapest, 2014 · ISBN 9789631431957 · fordította: Papolczy Péter, Péteri Vanda
- Kiválasztottak (De utvalda) – Jelenkor, Budapest, 2018 · ISBN 9789636766276 · fordította: Dobosi Beáta
- W (W.) – Európa, Budapest, 2023 · ISBN 9789635046201 · fordította: Lipcsey Emőke
- A vihar (Stormen) – Jelenkor, Budapest, 2024 · ISBN 9789635183166 · fordította: Veress Dávid

## Fordítás
- Ez a szócikk részben vagy egészben  a   Steve Sem-Sandberg című angol Wikipédia-szócikk fordításán alapul.  Az eredeti cikk szerkesztőit annak laptörténete sorolja fel. Ez a jelzés csupán a megfogalmazás eredetét és a szerzői jogokat jelzi, nem szolgál a cikkben szereplő információk forrásmegjelöléseként.